# Charmont (Dolina Oise)
Charmont – miejscowość i gmina we Francji, w regionie Île-de-France, w departamencie Dolina Oise.
Według danych na rok 1999 gminę zamieszkiwało 32 osób, a gęstość zaludnienia wynosiła 8 osób/km² (wśród 1287 gmin regionu Île-de-France Charmont plasuje się na 1079. miejscu pod względem liczby ludności, natomiast pod względem powierzchni na miejscu 770.).